# Ксерофтальмия
Ксерофтальми́я (от др.-греч. ξερός «сухой» + ὀφθαλμός «глаз») — сухость роговицы и конъюнктивы глаза, возникающая из-за нарушения слёзоотделения. Причиной ксерофтальмии могут быть авитаминоз (как правило дефицит витамина А), трахома (рубцовая стадия), химические ожоги глаз, лагофтальм, дифтерия конъюнктивы, пемфигус.
Ксерофтальмия может быть симптомом синдрома Шегрена.

## Развитие
Ксерофтальмия  развивается вследствие гибели слизистых желез конъюнктивы и резкого нарушения обмена веществ в роговице. Это приводит к ороговению эпителия конъюнктивы и роговицы, отторжению его клеток, развитию соединительной ткани. Больные испытывают сухость, жжение, ощущение инородного тела в глазу, светобоязнь, ухудшение зрения. Конъюнктива становится сухой, тусклой, появляются  матовобелые пятна сального вида (бляшки Искерского—Бито), роговица теряет блеск, мутнеет, прорастает сосудами, острота зрения постепенно снижается. Данный процесс чаще двусторонний, развивается медленно.

## Классификация
Всемирная организация здравоохранения классифицирует ксерофтальмию по следующим стадиям:
- XN - Куриная слепота
- X1A - Ксероз конъюнктивы
- X1B - Пятна Бито
- X2 - Ксероз роговицы
- X3A — изъязвление роговицы/кератомаляция, поражающая менее одной трети роговицы
- X3B — изъязвление роговицы/кератомаляция, поражающая более трети роговицы
- XS - рубец роговицы вследствие ксерофтальмии
- XF - Ксерофтальмическое глазное дно

## Эпидемиология
Ксерофтальмия обычно поражает детей до 9 лет и ежегодно влечет за собой 20 000 - 250 000 случаев детской слепоты в развивающихся странах. Заболевание особенно распространено в странах Африки, Азии и Южной Америки, и зачастую вызвано недостатком питания.